# Línea 466 (Interurbanos Madrid)
La línea 466 de la red de autobuses interurbanos de Madrid une Parla con Valdemoro.

## Características
Esta línea une ambos municipios, atravesando Torrejón de la Calzada y Torrejón de Velasco, en un trayecto de 40 minutos de duración.
La línea no mantiene los mismos horarios todo el año, desde el 1 al 31 de agosto se reducen el número de expediciones, además de los días excepcionales vísperas de festivo y festivos de Navidad en los que los horarios también cambian y se reducen. Circula únicamente de lunes a viernes laborables.
Está operada por la empresa Avanza Movilidad Integral mediante la concesión administrativa VCM-403 - Madrid – Parla – Yunclillos (Viajeros Comunidad de Madrid) del Consorcio Regional de Transportes de Madrid.

## Horarios

### 1 septiembre - 31 julio
| Lunes a viernes laborables |                   |
| Parla > Valdemoro          | Valdemoro > Parla |
| 06:10                      | 07:00             |
| 07:50                      | 08:40             |
| 13:45                      | 14:25             |
| 15:10                      | 16:10             |
| 16:55                      | 17:40             |
| 18:30                      | 19:15             |
| 20:05                      | 20:55             |

### 1 - 31 agosto
| Lunes a viernes laborables |                   |
| Parla > Valdemoro          | Valdemoro > Parla |
| 06:15                      | 07:00             |
| 07:45                      | 08:30             |
| 13:45                      | 14:25             |
| 15:10                      | 16:10             |
| 16:55                      | 17:40             |
| 18:30                      | 19:15             |
| 19:55                      | 20:35             |

## Recorrido y paradas

### Sentido Valdemoro
| Código | Parada                                 | Común con                           | Conexión con Metro Ligero | Municipio              |
| ------ | -------------------------------------- | ----------------------------------- | ------------------------- | ---------------------- |
| 18647  | Real - Est. La Ballena                 | 460 462 463 464 471 VAC-023 VAC-152 | La Ballena                | Parla                  |
| 18359  | Av. Ronda - Centro Infantil            | 460 463                             |                           | Parla                  |
| 15799  | Av. Ronda - Monte Sinaí                | 460 463                             |                           | Parla                  |
| 16820  | Av. Viario de Ronda - Elena Quiroga    | 460 463                             |                           | Parla                  |
| 18128  | María Zambrano - Icíar Bollaín         | 460 461 463 1                       |                           | Parla                  |
| 12123  | Toledo - María Zambrano                | 460 463 2                           |                           | Parla                  |
| 16203  | Toledo - Punto Limpio                  | 460 463 1 2                         |                           | Parla                  |
| 17424  | 9 de Junio - Hospital Infanta Cristina | 460 463 1 2 3                       |                           | Parla                  |
| 17231  | Real - Almacenes                       | 460 463 464 VAC-023                 |                           | Torrejón de la Calzada |
| 08119  | Real - Griñón                          | 460 463 464 VAC-023                 |                           | Torrejón de la Calzada |
| 11581  | Real - C.º de Cubas                    | 460 464 VAC-023                     |                           | Torrejón de la Calzada |
| 10288  | Real - Urb. Los Pinos                  | 460 464 VAC-023                     |                           | Torrejón de la Calzada |
| 11686  | Av. Principal - Pol. Ind. Las Avenidas | 460 464                             |                           | Torrejón de la Calzada |
| 11053  | Ctra. M404 - Ctra. A42                 | 463                                 |                           | Torrejón de Velasco    |
| 12122  | Av. Constitución - Murillo             | 463                                 |                           | Torrejón de Velasco    |
| 12120  | Real - Castillo                        | 463                                 |                           | Torrejón de Velasco    |
| 08121  | Pza. España - Ayuntamiento             | 463                                 |                           | Torrejón de Velasco    |
| 12932  | Av. Gregorio Ordóñez - Montes          | 463                                 |                           | Torrejón de Velasco    |
| 12934  | Castaños - Pol. Ind. La Frontera       | 463                                 |                           | Torrejón de Velasco    |
| 16336  | Av. España - Aguado                    | 7                                   |                           | Valdemoro              |
| 19050  | Av. España - Av. Mar Egeo              | 7                                   |                           | Valdemoro              |
| 16338  | Av. Mar Egeo - Instituto               | 7                                   |                           | Valdemoro              |
| 15844  | Gta. Sirenas - Av. Mar Mediterráneo    | 424 425 2 7                         |                           | Valdemoro              |

### Sentido Parla
| Código | Parada                                   | Común con                       | Conexiones con Metro Ligero y Cercanías | Municipio              |
| ------ | ---------------------------------------- | ------------------------------- | --------------------------------------- | ---------------------- |
| 15844  | Gta. Sirenas - Av. Mar Mediterráneo      | 424 425 2 7                     |                                         | Valdemoro              |
| 16339  | Av. Mar Egeo - Poseidón                  | 7                               |                                         | Valdemoro              |
| 19049  | Av. España - Av. Mar Egeo                | 7                               |                                         | Valdemoro              |
| 16337  | Av. España - Jamaica                     | 422 7                           |                                         | Valdemoro              |
| 12934  | Castaños - Pol. Ind. La Frontera         | 463                             |                                         | Torrejón de Velasco    |
| 12933  | Av. Gregorio Ordóñez - Montes            | 463                             |                                         | Torrejón de Velasco    |
| 18685  | Pza. España - Ayuntamiento               | 463                             |                                         | Torrejón de Velasco    |
| 18686  | Párroco D. Régulo G. Masegosa - Esturión | 463                             |                                         | Torrejón de Velasco    |
| 12121  | Av. Constitución - Murillo               | 463                             |                                         | Torrejón de Velasco    |
| 11054  | Ctra. M404 - Ctra. A42                   | 463                             |                                         | Torrejón de Velasco    |
| 10289  | Real - Urb. Los Pinos                    | 460 464 VAC-023                 |                                         | Torrejón de la Calzada |
| 11582  | Real - Peñuelas                          | 460 464 VAC-023                 |                                         | Torrejón de la Calzada |
| 08120  | Real - Veintisiete de Octubre            | 460 463 464 VAC-023             |                                         | Torrejón de la Calzada |
| 17230  | Real - Almacenes                         | 460 463 464 VAC-023             |                                         | Torrejón de la Calzada |
| 17424  | 9 de Junio - Hospital Infanta Cristina   | 460 463 1 2 3                   |                                         | Parla                  |
| 16204  | Toledo - Av. Leguario                    | 460 463 1 2                     |                                         | Parla                  |
| 12124  | Toledo - María Zambrano                  | 460 463 2                       |                                         | Parla                  |
| 17590  | María Zambrano - Gladiolo                | 460 461 463 1                   |                                         | Parla                  |
| 16819  | Av. Viario de Ronda - Concepción Arenal  | 460 463                         |                                         | Parla                  |
| 18360  | Av. Ronda - Monte Sinaí                  | 460 463                         |                                         | Parla                  |
| 18358  | Av. Ronda - Centro Infantil              | 460 463                         |                                         | Parla                  |
| 16578  | Río Tajo - Río Guadarrama                | 460 461 462 463 464 471 1 3     | Parla                                   | Parla                  |
| 13105  | Real - Est. La Ballena                   | 460 462 463 464 VAC-023 VAC-152 | La Ballena                              | Parla                  |